# Берняково (Московская область)
Берняково — деревня в городском округе Коломна Московской области. До 2017 года относилась к Хорошовскому сельскому поселению Коломенского района. Население — 32 чел. (2021).
Реально в деревне на 2012 год проживало около 200 человек.

## Расположение
Деревня Берняково расположена примерно в 16 км к северу от Коломны и в 10 км к юго-востоку от центра Воскресенска. Деревню окружают леса. В 5 км западнее деревни находится платформа Цемгигант Рязанского направления МЖД. У деревни Берняково берёт начало река Кепиковка.
Сообщение — по лесной грунтовой дороге. Автобусного сообщения нет.

## Население
| 2002 | 2006 | 2010 | 2021 |
| ---- | ---- | ---- | ---- |
| 3    | →3   | →3   | ↗32  |